# Tafo
Tafo é uma cidade no distrito metropolitano de Kumasi, na região de Ashanti, em Gana, perto da capital regional, Kumasi. Tafo é o trigésimo assentamento mais populoso do Gana, em termos de população, com uma população de 60.919 pessoas. Devido à população da cidade e ao desenvolvimento habitacional nos últimos anos, é discutível se Tafo ainda é considerada uma cidade separada ou já é um subúrbio de Kumasi, a capital da região de Ashanti.
A cidade fica perto de Kumasi, a uma distância de 3,3 km do centro de uma vila de nome similar chamada New Tafo e deve ser diferenciada de Tafo. Tarkwa está localizada a apenas 4,6 km de distância de Tafo. O centro da cidade de Kumasi fica a aproximadamente 9,8 quilômetros de distância.
Tafo é um dos distritos urbanos da Assembleia Metropolitana de Kumasi. O candidato parlamentar da cidade terá uma cadeira direta no Parlamento de Gana.

## História
Tafo também se deve à sua história como sede regional do Rei Ashanti, o Tafohene. Um importante Instituto de Pesquisa do Cacau foi inaugurado em junho de 1938, em Tafo. Em determinado momento, o instituto chegou a ter 1.000 funcionários. Atualmente, são 200 funcionários que realizam essencialmente atividades de pesquisa e monitoramento na área de cultivo de cacau. Em testes em laboratório e no controle biológico, o gafanhoto-africano é testado com patógenos específicos. No censo de 1983, havia 25.688 habitante. Uma estimativa populacional para 2007 indicava um crescimento para 53.165 habitantes.

## Assistência médica
O Hospital de Tafo desempenha um papel importante no bem-estar geral da população.

## Clima
Em Tafo, a temperatura mais baixa registrada na cidade foi de 12°C, que também é a temperatura mais baixa registrada em Kumasi e Gana.